# 刘集镇 (邓州市)
刘集镇，是中华人民共和国河南省南阳市邓州市下辖的一个乡镇级行政单位。

## 行政区划
刘集镇下辖以下地区：
刘集社区、胡鲁营村、小桥李村、石营村、单坡村、王赵坡村、郑赵集村、余家村、何冲村、钱湾村、李谦桥村、曾家村、秋树李村、钱集村、孙庄寺村、厚桥村、高河村、雷庄村、齐集村、户周村、五良村、陈桥村、杜营村、农科组村、阮东村和阮西村。